# Caddi Ayo
Caddi Ayo (Ayo-Caddi-Aymay, Ayamat Caddi, Ayanat Caddi, Ah-ah Ha'-yo), Caddi Ayo znači na jeziku caddo "nebeski poglavar" ili "poglavar iznad", to je caddo ime za Stvoritelja (Boga). Ponekad se također koristi izraz ravničarskih Indijanaca "Veliki duh". Caddi Ayo je božanski duh i nije općenito personificiran u Caddo folkloru.
Ostalo nazivi za njega su Chief Above, Great Father Above, Sky Chief, Great Spirit.